# Haanja
Haanja är en ort i Estland. Den ligger i Haanja kommun och landskapet Võrumaa, i den södra delen av landet, 230 km sydost om huvudstaden Tallinn. Haanja ligger 251 meter över havet och antalet invånare är 178.
Terrängen runt Haanja är huvudsakligen platt. Haanja ligger uppe på en höjd. Runt Haanja är det mycket glesbefolkat, med 7 invånare per kvadratkilometer. Närmaste större samhälle är Võru, 12,6 km norr om Haanja. I omgivningarna runt Haanja växer i huvudsak blandskog.